# Jin Lipeng
Jin Lipeng (金立鹏S, Jīn LìpéngP; Liaoning, 22 luglio 1978) è un ex cestista cinese.

## Carriera
Con la Cina ha disputato i Campionati mondiali del 2010.